# Ариг-Узуу
Сільське поселення (сумон) Ариг-Узуу-Даг (рос. Арыг-Узю) входить до складу Улуг-Хемського кожууна Республіки Тива Російської Федерації. Адміністративний центр село Ариг-Узю. Відстань до м. Шагонар 26 км, до Кизила — 132 км, до Москви — 3842 км.

## Населення
Населення сумона станом на 1 січня року
| Рік    | 2011 | 2012 | 2013 | 2014 | 2015 |
| ------ | ---- | ---- | ---- | ---- | ---- |
| Насел. | 1414 | 1392 | 1353 | 1311 | 1327 |